# Reggenza di Pohuwato
Il Pohuwato è una reggenza dell'Indonesia, nella provincia di Gorontalo, sull'isola di Sulawesi. Ha una popolazione di 128.771 abitanti ed il suo capoluogo è Marisa.